# Battaglia della Sforzesca
La Battaglia della Sforzesca è stato un episodio della Prima Guerra d'Indipendenza Italiana. Il nome Sforzesca trae origine dalla grande cascina con terreni adiacenti, appartenuta agli Sforza, situata alla periferia di Vigevano, nelle cui vicinanze avvenne il fatto d'arme.

## Premessa
Il 20 marzo 1849 l'Esercito Sardo era schierato fra Stradella e Sesto Calende pronto a muovere verso Milano, mentre gli austriaci guidati da Radetzky passavano il confine alla confluenza tra Po e Ticino, senza incontrare resistenza poiché il Generale Girolamo Ramorino, Comandante della 5ª Divisione, disobbedendo agli ordini, aveva lasciato priva di presidio la zona, spostando tutte le sue truppe, d'iniziativa, dalla sinistra alla destra del Po.

## Il "Fatto d'Arme"[1]
Il 21 marzo del 1849, il Reggimento Piemonte Reale Cavalleria, comandato dal Colonnello Rodolfo Gabrielli di Montevecchio, si raggruppava, con la 2ª Divisione del generale Bes, alla Sforzesca sulla destra del Ticino. L'ordine era quello di fermare l'avanzata austriaca già favorita dagli errori del suddetto Ramorino.
Alle tre di quel mattino, al Comandante Gabrielli di Montevecchio veniva quindi affidata un'avanguardia composta da alcuni bersaglieri, una sezione di artiglieria e uno Squadrone del suo Reggimento. Nel complesso: due Squadroni venivano posti a difesa esterna del paese, due plotoni in avanguardia nei pressi di Borgo di San Siro, mentre altri due Squadroni perlustravano verso sud-sudovest per verificare l'eventuale avanzata nemica, che però puntualmente si verificherà impegnando il distaccamento dei due plotoni di Borgo San Siro che terranno, per quasi nove ore, testa a forze superiori prima di ripiegare sulla Sforzesca. 
Venuta a contatto col nemico, l'avanguardia iniziava una strenua azione di frenaggio alleggerendo di quando in quando la pressione austriaca con ripetute cariche di plotone guidate dallo stesso Colonnello Comandante che rimaneva ferito a una guancia. Dopo lunga resistenza, l'avanguardia era ormai assediata nel villaggio della Sforzesca da due schiere di austriaci, quando giungevano i primi rinforzi di fanteria e a seguire, il 4º ed il 6º Squadrone di Piemonte Reale, guidati dal Maggiore Bernardino Pes di Villamarina del Campo che si avventava contro il fianco della seconda schiera avversaria composta dagli Ussari del Tenente Colonnello Schantz. 
Nello scontro che ne seguiva si distinguevano il Capitano Giuseppe Milo, Comandante il 4º Squadrone e i suoi Tenenti Morteo, Broglia e Bielski, poi il Capitano Carlo Ricati alla testa del suo 6º Squadrone, che avevano definitiva ragione degli Ussari austriaci mettendoli in fuga e costringendoli a ostinata, ma breve difesa. 
Un'ulteriore carica veniva comandata, questa volta contro la fanteria nemica che tentava inutilmente di disporsi a una difesa più salda dietro a un fossato.
Nell'impeto dell'inseguimento successivo restava, però, isolato il Tenente Filippo Galli della Loggia del 4º squadrone, ora aiutante di campo del Generale Bes, subito circondato da quattro Ussari. E sarebbe finita per il giovane e valoroso Ufficiale, se il Brigadiere Mathieu (talvolta scritto Mathieux) non fosse accorso, seguito dal Vice Brigadiere Ravonel, a salvarlo assalendo i quattro Ussari Austriaci che lo avevano circondato, colpendone due e ferendone un terzo.
Per la coraggiosa azione di salvataggio il Brigadiere Mathieu otteneva la promozione sul campo a Maresciallo.

## Esito della battaglia
Piemonte Reale era all'epoca l'unico Reggimento "pesante" della Cavalleria sarda con uomini e cavalli di elevate statura e stazza; ma solo con ripetute cariche e soprattutto con buona dose di coraggio, sprezzo del pericolo e un invidiabile spirito di corpo, che travalicava gradi e ranghi, era riuscito ad assicurare la vittoria (temporanea) all'Armata sarda. 
La festa del Reggimento "Piemonte Cavalleria" non a caso ancor'oggi cade il 21 marzo, anniversario del combattimento che era valso allo Stendardo di quella Unità la sua prima Medaglia d'Argento al Valor Militare. 
Tuttavia, la vittoria ebbe scarso se non nullo peso per il prosieguo della campagna, allorché dalla sera di quel 21 marzo e per il successivo 22, l'Armata sarda fu costretta a procedere ad un rapido ripiegamento per il sopraggiungere di nuove e preponderanti forze austriache, con almeno tre nuovi battaglioni austriaci sulla scena del combattimento, mentre da parte piemontese altre truppe tardavano a giungere. Non va, a tal proposito, sottaciuto il fatto che, mediamente, i battaglioni austriaci fossero di mille uomini e quelli piemontesi dì soli seicento.
15 le Medaglie d'Argento concesse: allo Stendardo, al Colonnello Gabrielli di Montevecchio, al Maggiore Bernardino di Villamarina, ai Capitani Giacinto di S. Giovanni e Millo, ai Luogotenenti (Tenenti) Morteo, Rizzardi, Broglia e Galli della Loggia, al Sottotenente Bielski, al Maresciallo d'Alloggio Solaro, al Brigadiere Mathieu, al Brigadiere Furiere Agosteo, al Vice Brigadiere Ravonel, al Soldato Bono.
17 le menzioni onorevoli (poi Med. di Bronzo): al Capitano Ricati, ai Luogotenenti Falco e Sartirana, ai Sottotenenti Squassoni e Borgna, al Furiere Marsino, ai Vice Brigadieri Namello, Solliano e Sabbione, agli Appuntati Salasco, Chettor-Sener, Levet e Degiorgis, ai Soldati Castelli, Lagna, Luciano e Gotta.